# Friedrich Bürklein

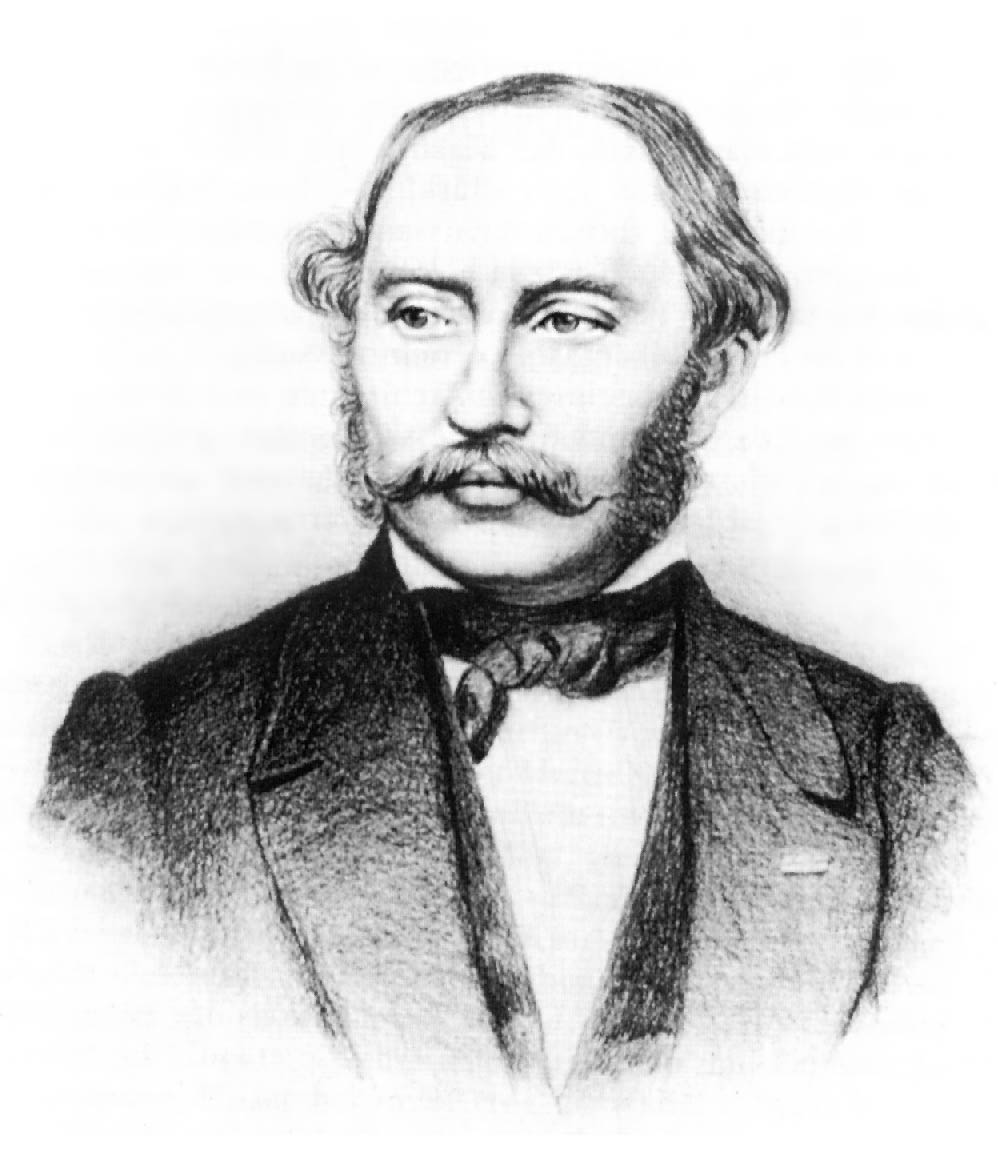
Friedrich Bürklein

Georg Friedrich Christian Bürklein, född 1 mars 1813 i Burk, död 4 december 1872 i Werneck, var en tysk arkitekt.
Bürklein kom 1828 till München, där han blev lärjunge till Friedrich von Gärtner och gjorde därefter vidsträckta studieresor. Han blev uppmärksammad för rådhuset i Fürth, vilket uppfördes 1840-50 i italiensk stil med ett 55 meter högt torn och blev en symbol för staden. Han är också känd för den i romansk stil 1847-49 uppförda München Hauptbahnhof, en vågad stålkonstruktion. Han ritade även järnvägsstationerna i Augsburg, Bamberg, Ansbach, Neu-Ulm, Hof, Nördlingen, Rosenheim, Würzburg, Nürnberg och Bad Kissingen.  
Kung Maximilian II av Bayern såg i Bürklein mannen att förverkliga hans älsklingsidé, den "nya Münchenstilen", vilken i själva verket ingenting annat är än en med allehanda renässans- och romanska former, ofta på ett oorganiskt sätt, förenad spetsbågsarkitektur. Såsom kungens specielle arkitekt anlade han Maximiliansstraße i München, där han uppförde en rad byggnader. Hans sista verk är Maximilianeum, som bildar nämnda gatas dekorativa avslutning.